# خرده‌جنایت‌ها
جنایت‌های پیش پا افتاده یا خرده جنایت‌ها (به ترکی استانبولی: Ufak Tefek Cinayetler) که در ایران با نام قتل‌های کوچک معروف است. نام یک مجموعه تلویزیونی محصول کشور ترکیه می‌باشد. قسمت اول این سریال در ۲۴ دسامبر ۲۰۱۷ در شبکه استار تی وی شد و پس از انتقال سریال ماه کامل به روزهای یکشنبه در روز سه شنبه از شبکه استار تی وی پخش خود را آغاز کرد. از بازیگران اصلی آن می‌توان به گوکچه بهادیر، آسلیهان گوربوز، باده ایشچیل و تولین اوزن اشاره کرد.

## بازیگران
| بازیگر              | نقش              |
| ------------------- | ---------------- |
| گوکچه بهادیر        | دکتر اویا توکسوز |
| آسلیهان گوربوز      | مروه آکساک       |
| باده ایشچیل         | پلین کانر        |
| تولین اوزن          | آرزو کارا        |
| مرت فیرات           | سرحان آکساک      |
| فرید آکتوگ          | تایلان کانر      |
| ییلدیرای شاهینلر    | مهمت کایماز      |
| سلیم بایراکتار      | ادیب             |
| دویگو سارشین        | بورجو            |
| آسلیهان کاپان شاهین | نیلای            |
| آیلین انگر          | راشل             |

| علی گوزوشیرین کریم عادل ساگلام

## زمان پخش
| فصل     | روز و ساعت پخش | شروع فصل        | پایان فصل       | تعداد قسمت‌های هر فصل | محدوده قسمت‌ها | فصل پخش تلویزیونی | شبکه پخش کننده |
| ------- | -------------- | --------------- | --------------- | -------------------- | ------------- | ----------------- | -------------- |
| فصل اول | سه شنبه ۲۰٫۰۰  | اکتبر ۲۴، ۲۰۱۷  | ۵ ژوئن ۲۰۱۸     | ۳۲                   | ۱–۳۲          | ۲۰۱۷–۲۰۱۸         | استار تی وی    |
| فصل دوم | سه شنبه ۲۰٫۰۰  | ۱۸ سپتامبر ۲۰۱۸ | دسامبر ۱۱، ۲۰۱۸ | ۱۳                   | ۳۳–۴۵         | ۲۰۱۸              |                |